# Суперлюминесценция
Суперлюминесценция (англ. Amplified spontaneous emission, superluminescence) — люминесценция  веществ с инверсной населённостью уровней энергии, вызванная усилением спонтанного излучения за счёт вынужденного испускания. 
Для явления используется лазерная оптическая накачка для создания инверсной населенности уровней в среде. Суперлюминесценция это эффект, из-за которого лазеры с модуляцией добротности теряют мощность. При спонтанном излучении фотонов при закрытом модуляторе происходит уменьшение инверсной населенности.
Обратная связь от резонатора может привести к лазерной генерации.
В оптических усилителях эффект суперлюминисценции может приводить к повреждению усилителя, что ограничивает максимальный уровень усиления. 
Эффект суперлюминесценции применяется в так называемых суперлюминесцентных диодах с целью увеличения ширины спектра испускаемого излучения, уменьшения временной когерентности и повышения пространственной когерентности. 